# A Lion Is in the Streets
A Lion Is in the Streets is een Amerikaanse dramafilm uit 1953 onder regie van Raoul Walsh. Het scenario is gebaseerd op de gelijknamige roman uit 1945 van de Amerikaanse auteur Adria Locke Langley. William Cagney was de producent. Zowel zijn broer James als zijn zus Jeanne spelen een rol in de film.

## Verhaal
Hank Martin trouwt met de schooljuffrouw Verity. Ze ontdekt spoedig dat Hank zeer geliefd is bij de plaatselijke bevolking, omdat hij een gladde charmeur is. Bovendien komt ze erachter dat de knappe maar jaloerse Flamingo McManame een oogje heeft op haar echtgenoot. Dan krijgt hij ook nog eens politieke macht.

## Rolverdeling
| Acteur          | Personage                |
| --------------- | ------------------------ |
| James Cagney    | Hank Martin              |
| Barbara Hale    | Verity Wade              |
| Anne Francis    | Flamingo McManamee       |
| Warner Anderson | Jules Bolduc             |
| John McIntire   | Jeb Brown                |
| Jeanne Cagney   | Jennie Brown             |
| Lon Chaney jr.  | Spurge McManamee         |
| Frank McHugh    | Frank Rector             |
| Larry Keating   | Robert L. Castleberry IV |
| Onslow Stevens  | Guy Polli                |
| James Millican  | Samuel T. Beach          |
| Mickey Simpson  | Tim Peck                 |
| Sara Haden      | Lula May McManamee       |
| Ellen Corby     | Zingende vrouw           |